# Elisabetta Rocchetti
Elisabetta Rocchetti (* 25. Januar 1975 in Rom, Italien) ist eine italienische Schauspielerin.

## Leben und Werk
Elisabetta Rocchetti wirkt vor allem in italienischen Kinofilmen und Fernsehproduktionen mit. Ihr Debüt gab sie 1996 im Film Die Reisegefährtin (italienischer Originaltitel: Compagna di viaggio). 2002 kam es zur Zusammenarbeit mit dem bekannten Regisseur Matteo Garrone (Gomorrha – Reise in das Reich der Camorra) beim Filmprojekt zu L’Imbalsamatore. Im Fernsehfilm Do you like Hitchcock? (italienischer Originaltitel: Ti piace Hitchcock?) vom Regisseur Dario Argento spielte sie 2005 die Rolle der Sasha. Im deutschsprachigen Raum wurde Rocchetti im Film Keller – Teenage Wasteland (Regie: Eva Urthaler) in der Rolle der Sonja einem größeren Publikum außerhalb Italiens bekannt. Ebenfalls 2005 stellte sie Betty in der italienischen Komödie Ti amo in tutte le lingue del mondo (deutsch: Ich liebe dich in allen Sprachen der Welt) unter der Regie von Leonardo Pieraccioni dar.

## Filmographie (Auswahl)
- 1996: Die Reisegefährtin
- 2002: L’Imbalsamatore
- 2005: Ti amo in tutte le lingue del mondo
- 2005: Keller – Teenage Wasteland
- 2005: Do You Like Hitchcock?